# Conrad Christoph von Königsmarck
Conrad (eller Kurt) Christoph von Königsmarck, född 1634 i Hannover, död 31 oktober 1673 i Bonn, var en svensk greve och militär.

## Biografi
von Königsmarck var son till den från trettioåriga kriget ryktbare Hans Christoffer von Königsmarck och Barbara Maria Agata von Leesten. 
von Königsmarck deltog i Karl X Gustavs polska krig och hade befälet över ett regemente. Under striderna gjorde  han sig skyldig till svåra övergrepp mot fienden. Bland annat var han involverad i belägringen av Tenczynek. När Tencyzneks 200 försvarare gav upp och marscherade ut gav von Königsmarck, som var rasande över sina svåra förluster, order att döda hela den kapitulerade styrkan, vilket gjordes. 
von Königsmarck utsågs 1662 till överste och överkommendant i Bremen och Verden. Två år senare befordrades han till generalmajor av infanteriet och utnämndes samma år till vice guvernör över de svenska besittningarna i Tyskland. von Königsmarck befordrades 1671 till rikstygmästare, men lämnade Sverige samma år för att träda i holländsk tjänst. Han deltog i Prinsen av Oraniens fälttåg mot fransmännen. Vid belägringen av Bonn träffades han av en granatkartesch och avled 31 oktober 1673.

### Familj
von Königsmarck gifte sig 27 november 1657 i Fredriksodde i Danmark med Maria Kristina Wrangel (1638–1691), dotter till fältmarskalken Herman Wrangel och grevinnan Amalia Magdalena af Nassau. De blev föräldrar till Carl Johan von Königsmarck (1659–1686), Aurora von Königsmarck (1662–1728), Amalia Wilhelmina von Königsmarck (1663–1740) som var gift med geheimerådet Carl Gustaf Lewenhaupt, generalmajoren Philip Christoffer von Königsmarck (1665–1694) och Gustaf Herman von Königsmarck (1669–1668).